# مجتمع (بيئة)

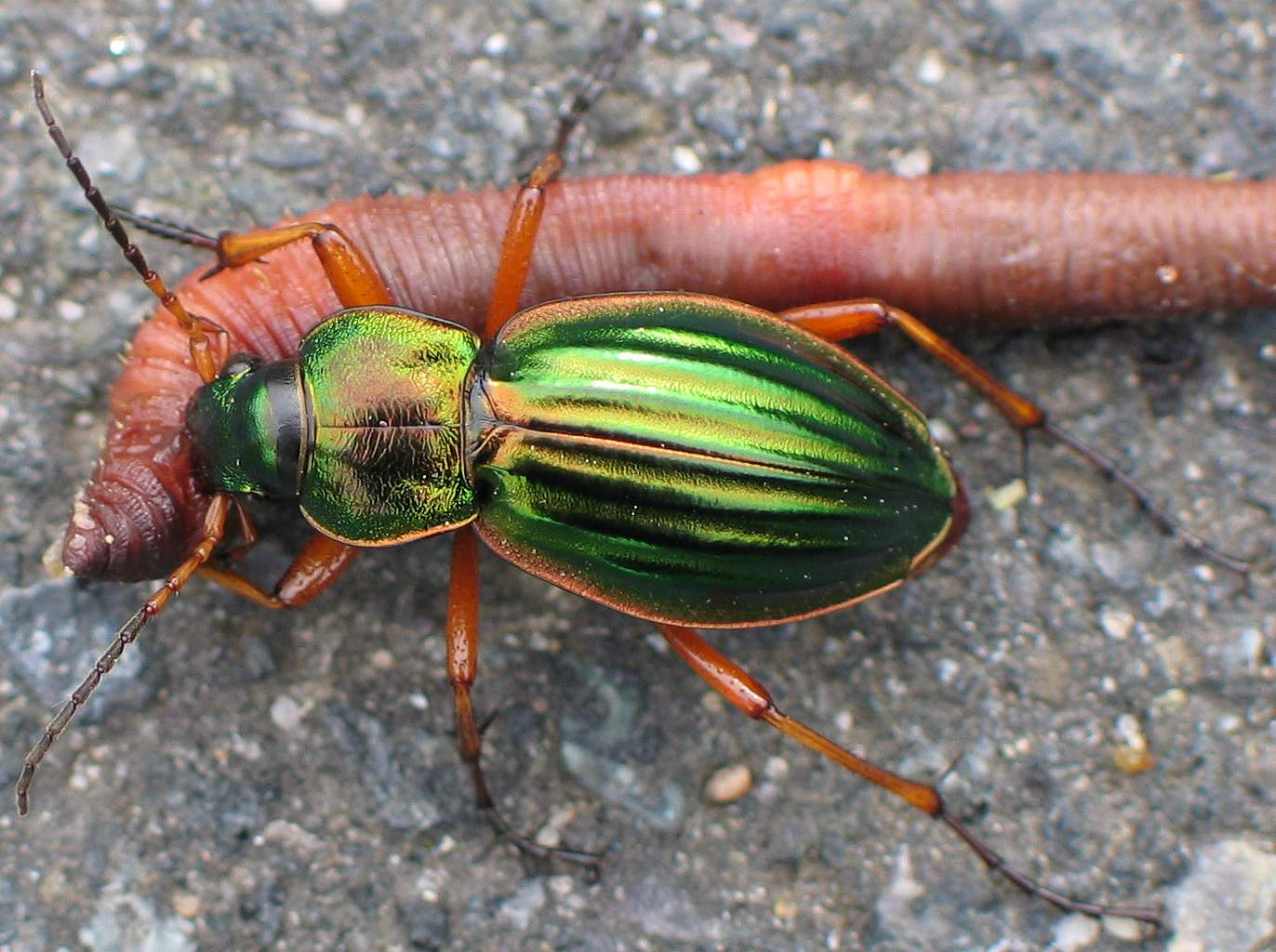
التفاعلات بين الأنواع مثل الافتراس هي جانب رئيسي من جوانب البيئة المجتمعية.

في علم البيئة، المُجتمع البيئي (بالإنجليزية: Community ecology)‏ أو علم بيئة المجموعة، ويُسمى كذلك علم بيئة الجماعة (بالإنجليزية: Synecology)‏، هو تجمع اثنين أو أكثر من الأنواع المختلفة من الكائنات الحية التي تحتل أو تقطن في نفس الوحدة الجغرافية وفي زمن مُشترك، مثال ذلك؛ مُجتمع الأسماك في بُحيرة أونتاريو. يشمل المجتمع البيئي دراسة التفاعلات بين الأنواع في المجتمعات على العديد من المقاييس المكانية والزمانية، بما في ذلك التوزيع والهيكل والوفرة والديموغرافيا، والتفاعلات بين الأنواع المتعايشين. التركيز الأساسي للمجتمع البيئي ينصَبْ على التفاعلات بين الأنواع على النحو المحدد من قبل الخصائص الوراثية والظاهرية المحددة. المُجتمع البيئي له أصله في علم الاجتماع النبات الأوروبي. ويتخذ المجتمع البيئي بمفهومه الحديث أنماطاً عدة مثل التباين في ثراء الأنواع، والمساواة، والإنتاجية، وهيكل شبكة الأغذية؛ ويدرس أيضاً عمليات أخرى مثل ديناميات الأنواع والافتراس والخلافة، والتجمع.

## نظريات

### النظرية الشمولية
طور فريدريك كليمنتس مبدأ شمولياً (أو عضوياً) للمجتمع بكونه كائناً خارقاً أو وحدة منفصلة ذات حدود دقيقة.

### النظرية الفردية
طور هنري ألان جليسون المبدأ الفردي للمجتمع (يُعرف أيضاً بالمبدأ المفتوح أو المستمر)، عن طريق مجموعة كبيرة من الأصناف التي تتغير تدريجياً بتغير المكونات البيئية المعقدة، لكنها تتغير بشكل إفرادي وليس بشكل مساوٍ لجماعات أخرى. من هذا المنطلق، من الممكن أن يؤدي التوزع الانفرادي للأصناف إلى ظهور مجتمعات منفصلة ومستمرة أيضاً. ولن تتداخل الأنماط الحياتية الخاصة بها.

### النظرية الحيادية
وفقاً للنظرية الحيادية للمجتمعات (أو المجتمعات المتداخلة) التي نشرها ستيفن هوبل، فالأصناف متكافئة على المستوى الوظيفي، ويتغير تعداد مجموعة من الأصناف بسبب العمليات الديمغرافية والتصادفية (مثل حالات الولادة والموت العشوائية). ولكل مجموعة القيمة التكيفية نفسها (القدرات التنافسية والانفصالية)، وتقدم البنية المحلية والإقليمية توازناً بين الاصطفاء النوعي أو الانتشار الحيوي (الذي يزيد التنوع) وحالات الانقراض العشوائية (التي تقلل التنوع).

## التفاعلات بين الأنواع
تتفاعل الأنواع بطرق متعددة وهي: المنافسة، والافتراس، والتطفل، والتقايض، والمعايشة، إلخ...
يُشار إلى تنظيم المجتمع البيئي فيما يتعلق بالتفاعلات البيئية ببنية المجتمع.

### المنافسة
من الممكن أن تتنافس الأصناف مع بعضها على الموارد المحدودة. وتُعتبر المنافسة أحد العوامل المهمة للحد من التعداد السكاني، والكتلة الحيوية، ووفرة الأنواع. وُصفت العديد من أنواع المنافسة لكن لا يزال إثبات وجود هذه التفاعلات موضع جدال. لوحظت حالات منافسة مباشرة بين الأفراد، والجماعات، والأصناف، ولكن لا يوجد دليل قوي على أن المنافسة كانت القوة الدافعة في تطور المجموعات الكبيرة.
1. المنافسة التداخلية: تحدث عندما يتعرض فرد من صنف معين مباشرة لفرد من صنف آخر. تتضمن الأمثلة مطاردة أسد لضبع، أو إفراز نبات ما لمواد كيميائية بعملية التضاد البيوكيميائي لعرقلة نمو الأنواع المتنافسة.
2. المنافسة الاستغلالية: تحدث من خلال استهلاك الموارد، عندما يستهلك أحد أفراد صنف ما مورداً ما (مثل الطعام، أو الملجأ، أو أشعة الشمس....)، إذ لم يعد ذلك العنصر متاحاً للاستهلاك من قبل أصناف أخرى. تُعتبر المنافسة الاستغلالية أكثر انتشاراً في الطبيعة، لكن يجب توخي الحذر للتفرقة بينها وبين المنافسة الظاهرية. تتنوع المنافسة الاستغلالية من التناظر التام (يتلقى كل الأفراد نفس القدر من الموارد بغض النظر عن حجمها) إلى التناظر المتوافق مع الحجم (يستهلك جميع الأفراد القدر نفسه من الموارد مقابل كل كتلة حيوية)، والتناظر تبعاً للحجم المطلق ( يستهلك الفرد الأكبر حجماً المورد المتاح بأكمله). لدرجة عدم تناسق الحجم تأثيرات رئيسية على بنية وتنوع المجتمع البيئي.
3. المنافسة الظاهرية: تحصل عندما يتشارك مفترسان الفريسة نفسها. يمكن تخفيض عدد كلا الصنفين عن طريق الافتراس دون منافسة استغلالية مباشرة.[9]

### الافتراس
الافتراس هو اصطياد صنف آخر بغرض التغذي عليه، وهو تفاعل إيجابي سلبي يستفيد فيه الصنف المفترِس بينما يتضرر الصنف المُفتَرَس. تقتل بعض المفترسات فرائسها قبل التهامها (مثل قتل الصقر للفأرة)، بينما تكون مفترِسات أخرى طفيليات تتغذى على الفريسة وهي حية (مثل خفاش مصاص دماء يتغذى على بقرة). من الأمثلة الأخرى على ذلك، تغذي الحيوانات العاشبة على النباتات (مثل رعي الأبقار). قد يؤثر الافتراس على تعداد الفرائس والمفترسات وعلى عدد الأصناف الموجودة معها في مجتمع معين.

### التقايض
التقايض هو تفاعل بين صنفين إذ يستفيد كلاهما. تتضمن الأمثلة عن ذلك البكتريا المستجذرة التي تنمو على العقد الصغيرة الموجودة على جذور البقوليات والحشرات التي تلقح أزهار كاسيات البذور.

### المعايشة
المعايشة هي نوع من العلاقة بين الكائنات الحية إذ يستفيد أحد الطرفين بينما لا يستفيد الآخر ولا يتعرض للضرر. يُسمى الكائن الحي المُستفيد بالمُعايش بينما يسمى الآخر بالمُضيف. على سبيل المثال، نبتة الأوركيد النباتية المتعلقة على شجرة لتحملها تستفيد منها لكن لا تستفيد الشجرة أو تتعرض للأذى.
عكس المعايشة هو التساغب وهي علاقة بين الأنواع إذ يكون لمنتج كائن حي تأثير سلبي على كائن حي آخر لكن لا يتأثر الكائن الحي الأصلي.

### التطفل
التطفل هو تفاعل تبادلي يتضرر فيه الكائن الحي المُضيف بينما يستفيد الآخر وهو الطفيلي.

## بنية المجتمع
أحد مواضيع البحث الرئيسية في موضوع المجتمع البيئي هو احتمال أن تكون بنيتها غير عشوائية، وإن كانت كذلك، فكيف تتميز هذه البنية. تتضمن أشكال بنية المجتمع التراكم والتداخل.